# 田野中輔
田野中 輔（たのなか たすく、1978年9月23日 - ）は、日本の陸上競技選手、千葉県出身。富士通所属。世界陸上競技選手権大会大阪大会およびベルリン大会日本代表。専門は110mハードル。東海大学付属望洋高等学校、筑波大学体育学群卒業。身長185cm、体重79kg。

## 来歴
2004年、アテネオリンピックの選考会を兼ねた日本選手権で谷川聡と内藤真人を破り優勝。アテネ五輪代表の座を射止めたかと思われたが、谷川と内藤が五輪参加標準Aを突破していたため、標準B突破者である田野中は標準Aを突破しなければ代表となれない事態が生じた。結局期限までに田野中は標準Aを突破できず、谷川と内藤がオリンピックに出場した。
2006年、ドーハアジア大会日本代表。2007年、ヨルダンアジア選手権で金メダルを獲得した。2007年8月の世界陸上大阪大会では準決勝に進出した。2009年8月の世界陸上ベルリン大会では13秒84の結果で予選1組7着となり、準決勝進出はできなかった。2004年、2009年、2010年と3度日本選手権を制している。

## 備考
- 本名は田野中 輔（たのなか たすく）であるが、田野 中輔（たの ちゅうすけ）と誤読されることが多い、と本人が月刊陸上競技誌上で語った。
- 2007年8月29日、田野中が世界陸上大阪100mHで準決勝に進出したことを伝える毎日新聞の記事の中で、「<世界陸上>内藤、予選突破　田野も準決勝へ　110m障害」との表記がなされた。